# Germán Valdés

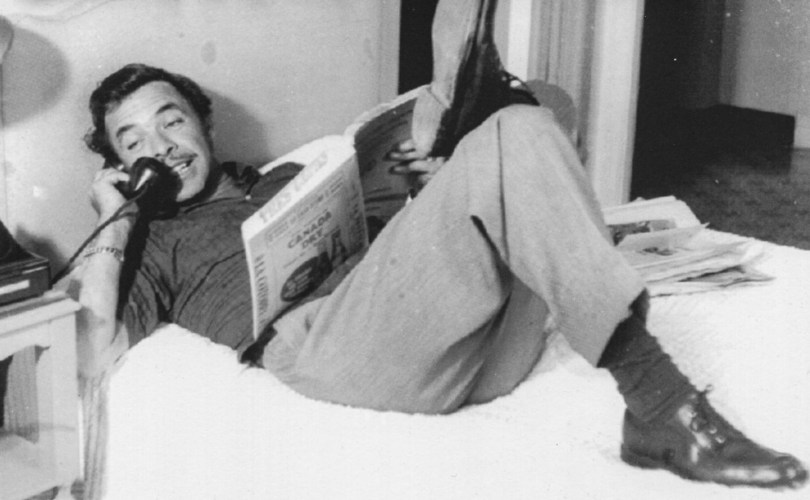
Germán Valdés in 1953

Germán Genaro Cipriano Gómez Valdés Castillo (Mexico-Stad, 19 september 1915 - aldaar, 29 juni 1973), beter bekend als Tin-Tan was een Mexicaans komiek en acteur.
Valdés was afkomstig uit Mexico-Stad maar groeide op in Ciudad Juárez. Valdés kleedde zich vaak als pachuco, een subcultuur van Mexicanen in de Verenigde Staten en maakte het caló, de pachoco-'straattaal' populair in Mexico. Hij speelde meestal samen met zijn sidekick Marcelo Chávez die hem met een gitaar begeleidde en speelde soms samen met zijn broers Ramón en Manuel Valdés. Tin-Tan geldt als een van de grootste sterren uit de 'gouden jaren' van de Mexicaanse cinema in de jaren 40, 50 en 60. Zijn film Calabacitas tiernas uit 1948 geldt als een van de beste Mexicaanse films. Valdés sprak ook enkele karakters in de Spaanse vertaling van de Disneyfilms Jungleboek en De Aristokatten in.
Valdés stond op het oorspronkelijke ontwerp van de hoes van Sgt. Pepper's Lonely Hearts Club Band van The Beatles, maar Ringo Starr verving hem op Valdés' verzoek door een Mexicaanse plant.
- Biblioteca Nacional de España: XX4611103
- Bibliothèque nationale de France: cb162054161 (data)
- Gemeinsame Normdatei: 1017886040
- International Standard Name Identifier: 0000 0001 1627 6624
- Library of Congress Control Number: no90012554
- MusicBrainz: 5d17626d-9012-4b0e-b5ae-5e6078b68e75
- Système universitaire de documentation: 194922898
- Virtual International Authority File: 41398603
- WorldCat: E39PBJkMCCrx4dkbjQypfWGyh3